# Georg Helt
Georg Helt, auch Georgius Heltus (* um 1485 in Forchheim bei Bamberg; † 6. März 1545 in Dessau) war ein deutscher Humanist, Altphilologe und Universalgelehrter. Er war zunächst römisch-katholischer und später lutherischer Theologe.

## Leben
Georg Helt studierte zunächst alte Sprachen bei Jakob Micyllus an der Ludgerischule von Johannes Murmellius in Münster. 1501 immatrikulierte er sich an der Universität Leipzig, wo er 1502 den akademischen Grad eines Baccalaureus und 1505 den eines Magisters der Freien Künste erwarb. Nachdem er Vorlesungen gehalten hatte, wandte er sich der Theologie zu und erhielt 1515 das Amt des Sententiarius theologiae. Zu seinen Schülern gehörten Joachim Camerarius, Sebastian Fröschel und Caspar Cruciger. Helt galt als strenger Lehrer, der seine Grammatik nach dem Tübinger Magister Jakob Henrichmann vermittelte; seine Schüler hatten jeden Tag einen Brief des Cicero auswendig zu lernen.
Er wechselte von Leipzig nach Anhalt und war zunächst Lehrer von Joachim von Anhalt und dem damals noch katholischen Geistlichen und späteren Reformator Georg III. von Anhalt. 1518 wurde er Georgs Mentor. Helt empfing in Dessau zusammen mit Georg die Niederen Weihen und blieb bis zu seinem Tode dessen Berater und väterlicher Freund.
Georg Helt war 1519 Augenzeuge der Leipziger Disputation zwischen Martin Luther und dem katholischen Theologen Johannes Eck. Kurze Zeit später bekannte sich Helt zum evangelischen Glauben. Er wurde 1532 in Wittenberg für evangelische Theologie immatrikuliert und hielt sich wiederholt in Wittenberg auf. Georg Helt war zuletzt Rektor im anhaltischen Dessau. Er war zudem seit 1537 Hofbuchbinder von Georg von Anhalt.
Im Jahre 1537 war Helt einer von 43 Unterzeichnern von Philipp Melanchthons Tractatus de potestate et primatu papae (Traktat über die Gewalt und den Primat des Papstes) sowie von Luthers Schmalkaldischen Artikeln als Vertreter der Geistlichkeit von Anhalt-Dessau.